# Kalinov
Kalinov est un village de Slovaquie situé dans la région de Prešov.

## Histoire
Première mention écrite du village en 1604. Le 21 septembre 1944, fut le premier village Tchécoslovaque libéré par l'armée rouge si on ne prend pas en compte la Ruthénie subcarpathique annexée en 1945 par l'URSS.

## Démographie

### Évolution de la population
| Année:               | 1994. | 2004.    | 2014.    | 2024.    |
| -------------------- | ----- | -------- | -------- | -------- |
| Nombre de personnes: | 367   | 304      | 273      | 243      |
| Différence:          |       | -17,16 % | -10,19 % | -10,98 % |

| Année:               | 2023. | 2024. |
| -------------------- | ----- | ----- |
| Nombre de personnes: | 243   | 243   |
| Différence:          |       | +0 %  |